# Eupelmus allynii
Eupelmus allynii är en stekelart som först beskrevs av French 1882.  Eupelmus allynii ingår i släktet Eupelmus och familjen hoppglanssteklar. Inga underarter finns listade i Catalogue of Life.